# علي أحمد علي حمد
علي أحمد علي حمد بحريني يزعم أنه كان أحد قادة تنظيم القاعدة.
وصل علي البوسنة والهرسك في عام 1992. خلال عام 1992 وبداية عام 1993 قاتل علي في وحدة المجاهدين في قرية ميهوريتشي ثم في لواء كرايينا السابع عشر في لواء غازييا في توزلا في لواء المدرس في كونييتش وفي اللواء التاسع عشر وثلاثمائة في زيبتشي حيث انتظر التسريح. أصيب علي مرتين في الرأس والساقين. تزوج علي في عام 1994 واستمر في العيش في زيلينو بوليي بالقرب زيبتشي في وسط البوسنة الذي كان حتى أواخر عام 1998 جزء من جيب حكم المجاهدين السابقين الذين قاتلوا مع الجيش البوسني.
قال في شهادته أمام لجنة تحقيق جرائم الحرب التابعة للأمم المتحدة أن وحدة من المقاتلين الأجانب كانت جزء من البوسنة يتم تمويلها جزئيا من قبل الهيئة العليا لجمع التبرعات لمسلمي البوسنة والهرسك السعودية.
يقضي علي حاليا حكما بالسجن لمدة عشر سنوات في البوسنة للعب دور في تفجير سيارة في موستار في عام 1997.
أفادت تقارير من صحيفة فيلادلفيا إنكويرر أنه من المتوقع أن يشهد على الهجمات الإرهابية في أحداث 11 سبتمبر 2001 في دعوى مدنية ضد الجمعيات الخيرية وغيرها من المنظمات المتهمة بلعب دور الدعم في الهجمات.
في عام 2005 وافق علي على الشهادة ضد قائد الجيش البوسني راسم ديليتش ودور المجاهدين الذين جاءوا إلى البوسنة أساسا من الدول العربية خلال الحرب.
في 14 يناير 2009 بعد إطلاق سراحه من السجن في البوسنة انتظر في مدينة لوكافيتشا الصربية منتظرا إما تسليمه إلى البحرين أو الحصول على حق اللجوء إلى صربيا. في مقابل الحصول على حق اللجوء فإن علي وعد المسؤولين الصرب بالاعتراف بالجرائم التي ارتكبت ضد الصرب والكروات من قبل وحدات المجاهدين التي كانت تحت سيطرة الحكومة البوسنية المسلمة. في مارس 2009 تم ترحيل علي إلى البحرين في نهاية المطاف.
على الرغم من وصفه بأنه مساعد بارز في تنظيم القاعدة في البوسنة فإنه يعتقد بأن رتبة علي العسكرية توحي بأنها منخفضة في تنظيم القاعدة.